# 220

## Nașteri
- dată necunoscută: Odenatus  (d. 267)
- dată necunoscută: Anastasia Romana călugăriță martirizată sub împăratul Valerian (d. 250)

## Decese
- dată necunoscută: Cao Cao  (n. 155)
- dată necunoscută: Guan Yu  (n. 162)
- dată necunoscută: Liu Feng  (n. ?)